# Pierre Reynaud (football)
Pour l’article ayant un titre homophone, voir Pierre Raynaud.
Pour les articles homonymes, voir Pierre Reynaud et Reynaud.
Pierre Reynaud est un recruteur et ancien joueur français de football, né le 9 janvier 1968 à Houilles dans les Yvelines. Il évoluait comme milieu défensif.

## Biographie

### Carrière de joueur
Pierre Reynaud est issu du centre de formation du Paris Saint-Germain. Arrivé très jeune en provenance de l'AS Chatou, petit club yvelinois, il a été formé et a fait l'essentiel de sa carrière dans le club de la capitale.
C'est Gérard Houllier qui intègre ce frêle milieu de terrain à l'équipe professionnelle lors de la saison 1986-87, alors qu'il n'a pas encore 19 ans, Reynaud effectue alors dix matchs de championnat et voit son équipe perdre son titre de champion au profit des Girondins de Bordeaux. La saison suivante, il s'impose dans le groupe francilien et marque deux buts en vingt-deux matchs de championnat.
Pour la saison 1988-89, victime de blessures et non désiré par le nouvel entraîneur Tomislav Ivić, il ne dispute aucun match avec les pros et reste toute la saison avec la réserve. Mais la saison suivante lors de l'exercice 1989-90, il arrive à réintégrer le groupe et à disputer dix-huit matchs.
En juillet 1990, Henri Michel prend place sur le banc du Paris Saint-Germain et fait de Pierre Reynaud un titulaire dans son équipe, Reynaud disputant trente-quatre matchs de championnat. Toutefois, le club finit 9e de l'exercice et Michel cède sa place au Portugais Artur Jorge en juin 1991.
Avec le Portugais, Reynaud recule dans la hiérarchie des milieux de terrain saison après saison, devancé par Laurent Fournier, Bruno Germain ou encore Vincent Guérin et Francis Llacer.
En 1993, il remporte la Coupe de France du fait de sa participation aux 32e et 16e de finale. Lors du titre du PSG en 1994, Reynaud fait partie de l'effectif champion de France en ayant disputé un seul match.
Après ce titre et à la recherche de temps de jeu, il quitte son club de toujours pour le Toulouse FC en Division 2.
Après une saison et demie dans le club de la ville rose, il se blesse gravement sans jamais réussir à revenir. Après une saison 1996-97 blanche, il décide de raccrocher les crampons, à 29 ans.

### La reconversion
Après sa retraite sportive, Reynaud revient dans son club de toujours, le Paris Saint-Germain, comme recruteur pour le centre de formation.
Il détecte des joueurs devenus professionnels dans le club parisien, comme Mamadou Sakho, Youssouf Mulumbu, Jean-Eudes Maurice, Alphonse Areola, Florian Makhedjouf ou encore Hervin Ongenda.

## Palmarès
Paris Saint-Germain
- Champion France (1) : 1994
- Vainqueur de la Coupe de France (1) : 1993